# Pseudogyrtona octosema
Pseudogyrtona octosema är en fjärilsart som beskrevs av George Francis Hampson 1926. Pseudogyrtona octosema ingår i släktet Pseudogyrtona och familjen nattflyn. Inga underarter finns listade.